# 이로하 (가수)
이로하 (본명: 호카조노 이로하, 일본어: 外薗彩羽2008년 2월 4일~  )는 일본 여성 가수이다. 2023년,  오디션 프로그램 " 알유넥스트 "에 출연하여 최종 4위를 차지하며 걸그룹 ILLIT의 멤버로 발탁되었고, 2024년 3월 25일 미니 앨범 " Super Real Me "를 통해 정식 데뷔했다.

## 경력

### 데뷔 전
일본 도쿄도 마치다시에서 외동딸로 태어났다. 유치원에 다닐 때 피겨 스케이터가 되는 것이 꿈이었다. 세 살 때 어머니가 댄스 수업에 보냈으며,  발탁되어 한국으로 건너갔다. 학원에서 보낸 댄스 콘테스트에서 캐스팅되어 11살 때 일본에서 한국으로 날아와 JYP 엔터테인먼트의 연습생이 되었다가 1년 후, 하이브로 이적했다. 하이브에서 3년간 연습생 생활을 한 후, 오디션 프로그램 " 알유넥스트 "에 참여했다. 가장 좋아하는 아이돌은 방탄 소년단의 제이홉이다 .

### 아일릿
2024년 3월 25일 첫 미니 앨범 " Super Real Me "를 통해 ILLIT의 멤버로 정식 데뷔했다. 2025년 2월 10일 모카 와 함께 일본 "라로슈포제"의 UV 앰버서더가 되었다.